# Championnats d'Europe de pentathlon moderne 1997
Navigation
Édition précédente Édition suivante
Les Championnats d'Europe de pentathlon moderne 1997 se sont tenus à Székesfehérvár, en Hongrie, et Moscou, en Russie.

## Podiums

### Hommes
| Épreuves    | Or                                                     | Argent                                                     | Bronze                                                    |
| ----------- | ------------------------------------------------------ | ---------------------------------------------------------- | --------------------------------------------------------- |
| Individuel  | Russie Dmitry Svatkovsky                               | Allemagne Valeri Andreev                                   | Lettonie Vjačeslavs Duhanovs                              |
| Par équipes | Russie Dmitry Svatkovsky Eduard Zenovka Grigory Bremel | Hongrie Ákos Kállai Péter Sárfalvi János Martinek          | Pologne Dariusz Mejsner Maciej Czyżowicz Andrzej Stefanek |
| Relais      | Hongrie Ádám Madaras Gábor Balogh Ákos Kállai          | France Olivier Clergeau Christophe Ruer Sébastien Deleigne | Allemagne Jan Veder Valeri Andreev Oliver Strangfeld      |

### Femmes
| Épreuves    | Or                                                          | Argent                                                 | Bronze                                                      |
| ----------- | ----------------------------------------------------------- | ------------------------------------------------------ | ----------------------------------------------------------- |
| Individuel  | Royaume-Uni Kate Allenby                                    | Pologne Iwona Kowalewska                               | Pologne Edyta Małoszyc                                      |
| Par équipes | Pologne Iwona Kowalewska Anna Sulima Edyta Małoszyc         | Italie Federica Foghetti Claudia Cerutti Fabiana Fares | Russie Yelizaveta Suvorova Tatyana Muratova Olga Mukhortova |
| Relais      | Russie Yelizaveta Suvorova Tatyana Muratova Olga Mukhortova | Royaume-Uni Kate Allenby Julia Allen Kate Houston      | Hongrie Bea Simóka Katalin Partics Zsuzsanna Vörös          |